# Venhuizen
Venhuizen è una località olandese situata nel comune di Drechterland, nella regione della Frisia Occidentale (provincia dell'Olanda Settentrionale).